# Мінден (Нью-Йорк)
Мінден (англ. Minden) — місто (англ. town) в США, в окрузі Монтгомері штату Нью-Йорк. Населення — 4166 осіб (2020).

## Демографія
Згідно з переписом 2010 року, у місті мешкало 4297 осіб у 1685 домогосподарствах у складі 1082 родин. Було 1933 помешкання
Расовий склад населення:
| - 97,1 % — білих - 0,5 % — чорних або афроамериканців - 0,5 % — азіатів - 0,2 % — корінних американців - 0,1 % — вихідців з тихоокеанських островів |

До двох чи більше рас належало 1,3 %. Частка іспаномовних становила 1,9 % від усіх жителів.
За віковим діапазоном населення розподілялося таким чином: 26,4 % — особи молодші 18 років, 58,1 % — особи у віці 18—64 років, 15,5 % — особи у віці 65 років та старші. Медіана віку мешканця становила 38,4 року. На 100 осіб жіночої статі у місті припадало 98,6 чоловіків;  на 100 жінок у віці від 18 років та старших — 95,5 чоловіків також старших 18 років.
Середній дохід на одне домашнє господарство  становив 51 482 долари США (медіана — 41 278), а середній дохід на одну сім'ю — 56 307 доларів (медіана — 46 855). Медіана доходів становила 37 500 доларів для чоловіків та 29 360 доларів для жінок. За межею бідності перебувало 21,1 % осіб, у тому числі 28,3 % дітей у віці до 18 років та 18,1 % осіб у віці 65 років та старших.
Цивільне працевлаштоване населення становило 1662 особи. Основні галузі зайнятості: освіта, охорона здоров'я та соціальна допомога — 21,5 %, виробництво — 17,1 %, роздрібна торгівля — 15,5 %.